# Осечна
Осечна (пол. Osieczna, нім. Storchnest) — місто в західній Польщі, на Лоневському озері.

## Демографія
Демографічна структура станом на 31 березня 2011 року:
|          | Загалом | Допрацездатний вік | Працездатний вік | Постпрацездатний вік |
| -------- | ------- | ------------------ | ---------------- | -------------------- |
| Чоловіки | 1045    | 221                | 741              | 83                   |
| Жінки    | 1143    | 211                | 689              | 243                  |
| Разом    | 2188    | 432                | 1430             | 326                  |